# Лазович, Дарко
Да́рко Ла́зович (серб. Дарко Лазовић / Darko Lazović; 15 сентября 1990, Чачак, СФРЮ) — сербский футболист, полузащитник клуба «Эллас Верона». Выступал за национальную сборную Сербии.

## Клубная карьера
В шесть лет Лазович стал заниматься в футбольной академии команды «Борац» из Чачака. Он дорос до уровня взрослой команды, в которой дебютировал 2 марта 2008 года в матче против «Хайдука» из Кулы. С тех пор он стал регулярно играть за «Борац», а 22 марта 2008 года в матче с «Войводиной» забил свой первый гол в профессиональной карьере. В сезоне 2008/2009 Лазович вместе с «Борацем» играл в Лиге Европы.
В феврале 2009 года английский «Тоттенхэм Хотспур» и немецкая «Герта» рассматривали возможность приобретения молодого серба. Лазович побывал на просмотре в «Тоттенхэме», но Дарко предпочёл остаться на родине и его переход в английский клуб не состоялся. Остаток сезона Лазович отыграл в «Бораце», а 26 июня 2009 года Дарко перешёл в клуб «Црвена Звезда», с которым заключил контракт на четыре года.
В первом сезоне в составе «Црвены Звезды» Лазович играл нерегулярно, проведя лишь 9 матчей в чемпионате Сербии. Однако с приходом на должность тренера Роберта Просинечки в 2010 году Дарко стал игроком основного состава. В 2011—2013 годах сообщалось, что футболистом интересуется ряд европейских клубов, в числе которых назывались французские «Пари Сен-Жермен», «Лилль», швейцарский «Базель», итальянская «Фиорентина», киевское и московское «Динамо», «Спартак». Однако сам Лазович заявил, что не хочет покидать Белград и намерен добиться чего-то значительного в составе «Црвены Звезды». После истечения своего первого контракта с «Црвеной Звездой» Лазович заключил с клубом новое соглашение, позднее стал капитаном и одним из лидеров команды. Он помог белградскому клубу в 2012 году выиграть Кубок Сербии, а в 2014 году — чемпионат страны.
В январе 2015 года Лазович объявил, что покинет «Црвену Звезду» по окончании сезона на правах свободного агента. Он достиг договорённости с итальянским клубом «Дженоа» о заключении пятилетнего контракта. Сообщалось, что Дарко решил простить белградскому клубу долг по зарплате, который составлял 600 тыс. евро. Всего за шесть лет в «Црвене Звезде» Лазович сыграл 140 матчей и забил 32 гола.
Летом 2015 года Лазович присоединился к «Дженоа». 22 августа 2015 года он дебютировал в Серии A, выйдя в стартовом составе на матч с «Палермо».

## Выступления за сборную
Лазович выступал за юношескую и молодёжную сборную Сербии. В первой он провёл 8 матчей, голов не забивал, во второй сыграл 6 матчей, в которых отметился двумя забитыми голами.
Лазович дебютировал в национальной сборной Сербии 14 ноября 2008 года в товарищеском матче против команды Польши. В следующий раз он сыграл за сборную только в 2012 году, когда провёл два товарищеских матча, с командами Франции и Швеции, и принял участие в матче отборочного турнира к чемпионату мира 2014 года против сборной Шотландии. После двухлетнего перерыва свой пятый матч за сборную Лазович сыграл 31 мая 2014 года против сборной Панамы.

## Достижения
Црвена Звезда
- Чемпион Сербии: 2013/14
- Обладатель Кубка Сербии: 2011/12